# Parcul Tudor Arghezi
Parcul Tudor Arghezi este un spațiu verde modern situat în Sectorul 4 al Municipiului București, la intersecția Bulevardului Metalurgiei cu Drumul Dealul Bisericii. A fost inaugurat la data de 20 septembrie 2023 cu ocazia evenimentului Zilele Bucureștiului 2023, cel care a marcat 564 de ani de existență a capitalei. Parcul ocupă o suprafață de 28.209 metri pătrați, din care peste 19.200 de metri pătrați sunt acoperiți de vegetație, oferind locuitorilor un loc de relaxare și recreere într-un mediu natural urban.

## Istoric și context
Construcția parcului a fost realizată pe un teren viran, ca parte a unui proiect amplu de regenerare urbană inițiat de Primăria Sectorului 4. Proiectul vizează îmbunătățirea calității vieții pentru comunitatea locală, în special pentru locuitorii din noile ansambluri rezidențiale din zonă.
Parcul poartă numele scriitorului Tudor Arghezi, un reprezentant de seamă al literaturii române care a locuit în Sectorul 4, pe strada Mărțișor. Alegerea denumirii parcului a fost făcută în urma consultării opiniei publice, ca un omagiu adus personalității culturale a acestuia.

## Facilități

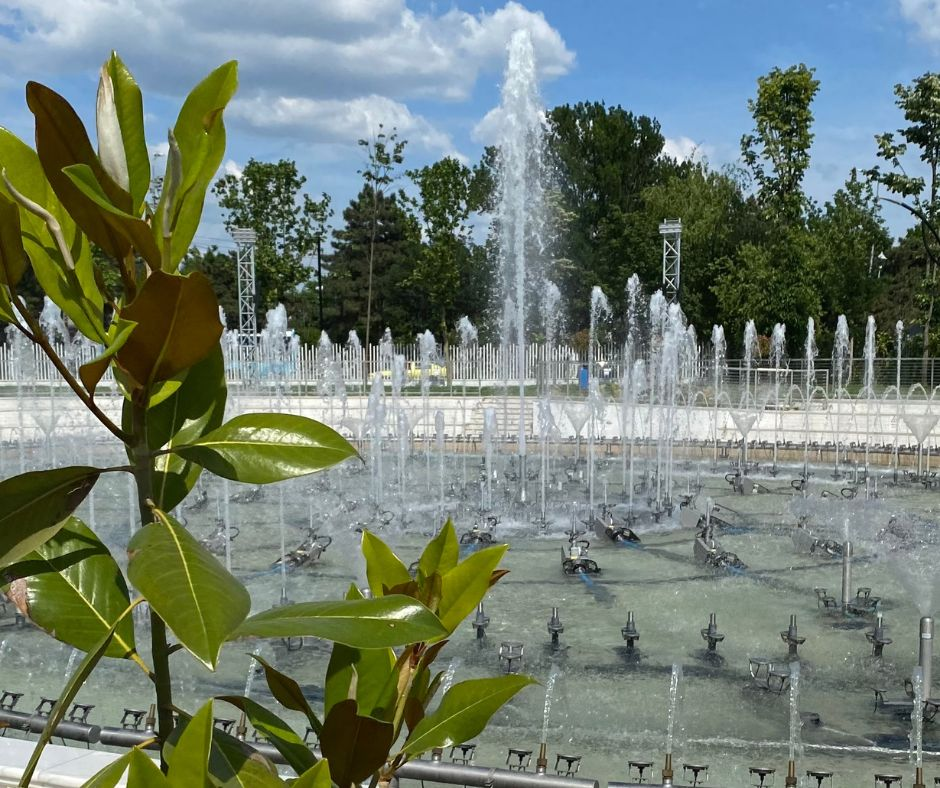
⁠Fântâna arteziană muzicală

Parcul Tudor Arghezi a fost amenajat cu plantarea unui număr de aproximativ 300 de arbori din diverse specii și peste 3000 de arbuști. 
Parcul include diverse zone amenajate pentru agrement și activități sportive:
•⁠  ⁠Pistă de atletism cu o lungime de 1860 metri;
•⁠  ⁠Pistă pentru biciclete;
•⁠  ⁠Zonă de fitness în aer liber;
•⁠  ⁠Fântână arteziană muzicală;
•⁠  ⁠Plajă ecologică;
•⁠  ⁠3 toalete ecologice;
•⁠  ⁠Spațiu special amenajat pentru animalele de companie;

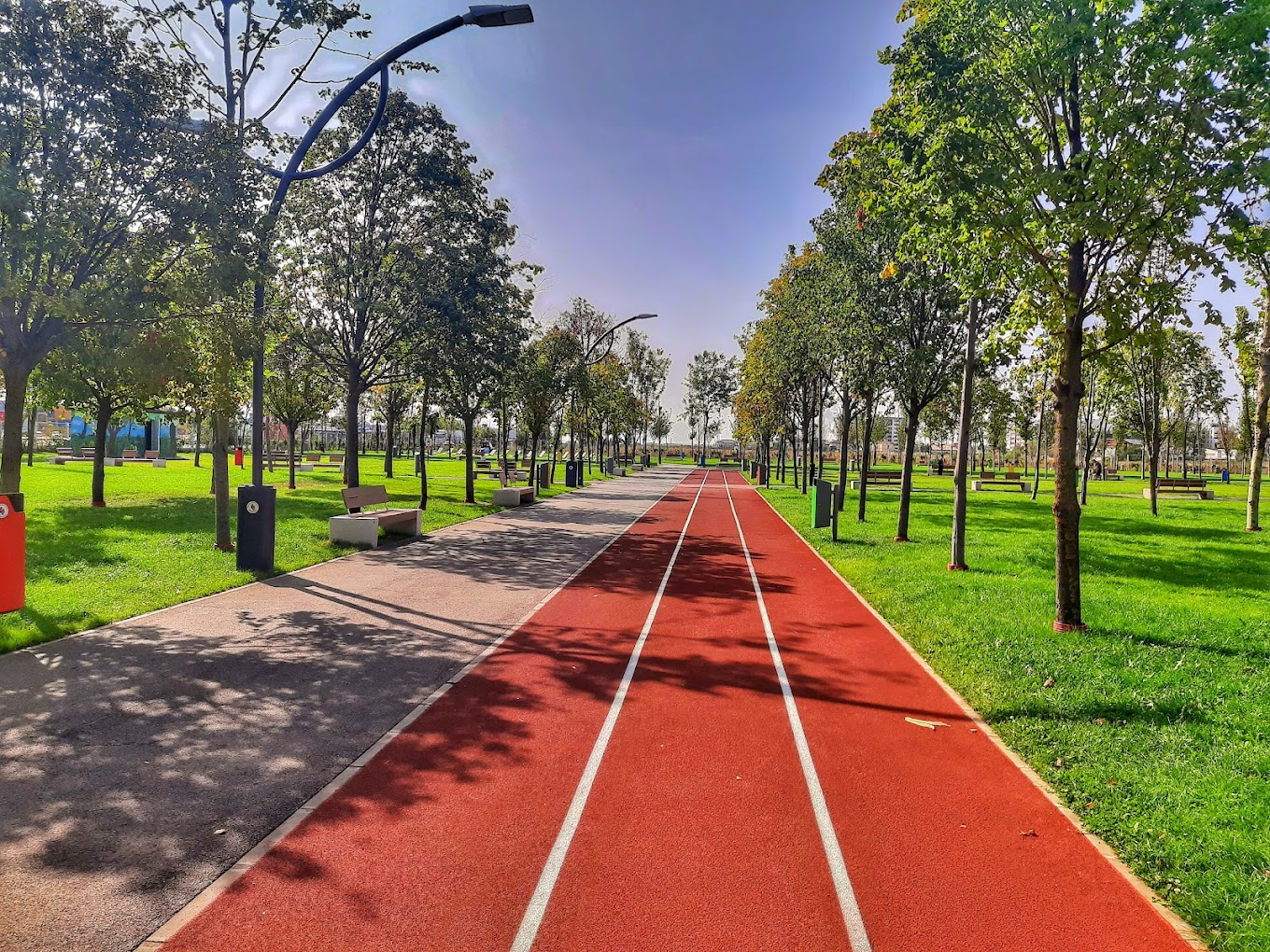
Pista de atletism

De asemenea, parcul este dotat cu o parcare supraetajată de peste 100 de locuri, facilitând accesul vizitatorilor.
La începutul anului 2024, Primarul Sectorului 4, Daniel Băluță, a anunțat că Parcul Tudor Arghezi se va extinde cu încă 4 hectare de teren. În acest fel, copiii din Sectorul 4 se vor putea bucura de locurile de joacă ce urmează să fie amenajate pe suprafața extensiei ce se va alipi parcului.

## Impact și rol urban
Parcul Tudor Arghezi contribuie semnificativ la revitalizarea urbană a zonei Metalurgiei. Pe lângă rolul său ecologic, acesta a devenit un pol de atracție care stimulează investițiile și crește valoarea economică a regiunii. Totodată, parcul servește ca loc pentru desfășurarea activităților culturale și sociale, consolidând coeziunea comunității locale. 
Atracția principală rămâne, fără îndoială, fântâna arteziană care oferă în fiecare seară de weekend spectacole de sunet, lumină și culoare care pot fi admirate atât din interiorul parcului, cât și din exterior.

## Importanța culturală
Denumirea parcului reflectă moștenirea culturală a Sectorului 4 și subliniază legătura cu figura lui Tudor Arghezi, unul dintre cei mai importanți scriitori români. Astfel, spațiul nu este doar un loc de relaxare, ci și un simbol al identității culturale locale.